# فریبرز رئیس‌دانا (فیلم)
فریبرز رئیس‌دانا یک فیلمِ مستند به کارگردانیِ بکتاش آبتین و ساختهٔ سالِ ۱۳۹۹ است.
این فیلم مستند ۶۲ دقیقه‌ای به زندگی و نظرات فریبرز رئیس‌دانا، نویسنده و اقتصاددان چپ‌گرا و از اعضای اصلی کانون نویسندگان، می‌پردازد.
مستند رئیس‌دانا پس از مرگ ناگهانی او بر اثر کرونا، به همراه گفتگو با کاوه فرنام، تهیه‌کننده فیلم، مریم رئیس‌دانا، نویسنده و شاعر، و فرید اسماعیل‌پور، پژوهش‌گر فیلم و مستندساز، از برنامهٔ آپارات بی‌بی‌سی فارسی پخش شد.

## پیش‌زمینه
بکتاش آبتین در سال ۱۳۹۸ ساخت مستندی پیرامون «کانون نویسندگان ایران» را آغاز کرد که با زندانی شدن و مرگ او نیمه‌تمام ماند. وی همچنین طی همان دو سال، سه مستند پرتره از اعضای کانون نویسندگان یعنی فریبرز رئیس‌دانا، ناصر زرافشان و علی‌اکبر معصوم‌بیگی ساخت که دو فیلم آخر پس از مرگ او به نمایش درآمدند. از ویژگی‌های مشترک این سه فیلم می‌توان به اهمیت تاریخی آن‌ها و همچنین ساخته شدن با کمترین عوامل و امکانات اشاره کرد. در تمامی این فیلم‌ها محمد رسول‌اف به عنوان مشاور کارگردان و کاوه فرنام به عنوان تهیه‌کننده حضور داشتند.

## نقد و نظر
فریبرز رئیس‌دانا اولین فیلم از سه‌گانه‌ای است که بکتاش آبتین برای کانون نویسندگان و به صورت مستند پرتره ساخت. منتقدانی همچون محبوبه موسوی و مهرداد خامنه‌ای این سه فیلم را به موفقیت آثار گذشتهٔ کارگردان نمی‌دانند و آن را «یک بیانیهٔ طولانی سیاسی»، «گزارش و مونولوگی گاه طولانی» و «رپرتاژ تلویزیونی» نامیده‌اند. هرچند محمد رسول‌اف این آثار را تجربه‌های تازه و احمد زاهدی لنگرودی آنها را نویددهندهٔ استعدادی درخشان در عرصهٔ سینمای مستند می‌نامد. علی‌اکبر معصوم‌بیگی نیز با بیان مشکلات کارگردان در زمان ساخت این فیلم‌ها، حکم قطعی زندان او و همچنین تنگناهای مالی، این آثار را قابل دفاع می‌داند و با آثار متأخر ژان لوک گدار مقایسه می‌کند.